# أمبير غلين
أمبير غلين (بالإنجليزية: Amber Glenn)‏ هي متزلجة فنية أمريكية، ولدت في 28 أكتوبر 1999 في بلينو في الولايات المتحدة.

## وصلات خارجية
- أمبير غلين على موقع الاتحاد الدولي للتزلج (الإنجليزية)